# Стрије
Стрије представљају линеарне, цртасте атрофије коже. Чешће се јављају код особа женског пола. Око 60-70% девојчица и 40-50% дечака у пубертету добија стрије, као и 70-90% трудница (лат. striae gravidarum) и то најчешће током шестог месеца трудноће.

## Етиологија
Стрије настају на местима где се кожа највише растеже, али поред растезања као механичког фактора значајно место у етиологији имају хормони глукокортикоиди. Њихова концентрација у крви је повишена током пубертета и трудноће или у патолошким стањима попут Кушинговог синдрома. Ови хормони блокирају синтезу колагена у фибробластима и епидермалну пролиферацију.

## Клиничка слика
Клиничка слика се мења током времена. У почетку су то црвено-љубичасти линеарни ареали атрофичне коже ширине неколико милиметара и различите дужине, паралелно распоређени и то симетрично. Временом постају жућкасто-љубичасти и на крају седефасти. Стрије које настају у пубертету су обично у пределу надлактица, крсној (лумбосакралној) регији и изнад колена. Код девојака се могу јавити и на дојкама. У трудноћи се најчешће јављају на трбуху, бедрима и дојкама. У ендокриним поремећајима могу настати на трбуху, задњици и бутинама.

## Лечење и превенција
Ефикасна терапија за потпуно уклањање стрија не постоји. Креме са пигментима које тонирају кожу чине стрије мање уочљивим, али их не отклањају. Зато је врло битна превенција.
Колаген и еластин су протеини у кожи који доприносе чврстини, еластичности, флексибилности коже и помажу растегнутој кожи да се врати у своје првобитно стање. Повећање производње колагена и еластина помаже у превенцији појаве стрија. Стрије такође могу бити последица недостатка хранљивих материја. Конзумирање производа који подржавају здравље коже, као што су производи богати цинком, производи богати протеинима, и производи са високим садржајем витамина A, C и D, може помоћи у спречавању стрија.
Систематски преглед није пронашао доказе да су креме и уља корисни за превенцију или смањење стрија током трудноће. Безбедност једног састојка, центеле азијске, током трудноће је била под сумњом. Подаци о методама лечења за смањење видљивости ожиљака након трудноће су ограничени.
Не постоје јасно ефикасни начини лечења стрија. Неке козметичке методе омогућавају смањење стрија и смањење дубине оштећења коже, чинећи их мање дубоким. Разни методи су испробани, укључујући ласерску терапију, гликолну киселину и микродермоабразију. Третиноин (0.1% м/м), који је ретиноид, показао се ефикасним код раних стрија у неколико студија. Хијалуронска киселина такође побољшава изглед стрија. Локални третиноин је класификован од стране Управе за храну и лекове САД (FDA) као познати тератоген (узрокује развојне дефекте код плода) код животиња, без адекватних истраживања безбедности код људи током трудноће.
Карбокситерапија је позната процедура, међутим, нема доказа који потврђују њену ефикасност.
Истраживање нове технике пресађивања коже, назване „микроколончна пресађивање/микропресађивање“, која користи игле за узимање аутологне биопсије коже пуне дебљине, такође се истражује као потенцијалан метод лечења стрија.